# Гермополь
Гермо́поль (егип. ḫmnw; др.-греч. Ἑρμοῦ πόλις «город Гермеса»; лат. Hermopolis Magna; копт. Шмун) — древнеегипетский город в Среднем Египте, был одним из главных религиозных центров. Находится на территории современной мухафазы Эль-Минья, возле современного города эль-Ашмунейн.
Современные археологические исследования продолжают приносить новые открытия. Так, в 2024 году в районе Эль-Ашмунайна (древний Гермополь) была обнаружена верхняя часть колоссальной статуи фараона Рамсеса II которая дополнила ранее найденную нижнюю часть. Объединённая статуя достигает высоты около 7 метров и является важным свидетельством величия древнеегипетского искусства.

## Название
Египетское Хемену значит «Восемь городов» в честь Огдоады — почитаемого здесь культа восьмерых богов. Название сохранилось в коптском языке как Шмун и, немного трансформировавшись, просматривается в современном названии эль-Ашмунейн (араб. الأشمونين‎).
Греки на койне назвали город в честь Гермеса, которого идентифицировали с египетским богом Тотом, чей культовый центр располагался здесь. Также Тот ассоциировался с финикийским Эшмуном.
Древнегреческое название Ἑρμοῦ πόλις μεγάλη (Гермо́полис Мега́ле) и латинское — Hermopolis Magna перешли в отечественную историографию в формах Гермополис, Гермополь, Ермополь и Ермополь Великий.

## История
Центр XV верхнеегипетского нома Унут.
Будучи провинциальным городом Древнего царства Гермополь стал столицей Римской провинции и раннехристианским центром с III века.
Согласно Оксиринхским папирусам III века, в городе до арабского завоевания возвышались семиэтажные дома. Арабы использовали камни как источник извести или вывозили для строительства других сооружений. После арабского завоевания Египта разрушенный город покинули жители, но позже его восстановили с помощью римско-католической и коптской церквей.
Имел свою религиозную космогонию и мифологию.
Сегодня в Гермополе имеется небольшой музей под открытым небом.